# World Cup Willie
World Cup Willie is de mascotte van het Wereldkampioenschap voetbal 1966, dat werd gehouden in Engeland.
Het Wereldkampioenschap van 1966 was het eerste sportevenement ooit waar een mascotte aan werd gekoppeld. Willie is een leeuw, een typisch symbool van het Verenigd Koninkrijk, en draagt een shirt met de beeltenis van de Union Jack. Dit shirt is opmerkelijk, want er werden alleen wedstrijden gespeeld in Engeland en de vlag van Engeland is wit met een rood kruis. Hij heeft een gele vacht en draagt voetbalschoenen. Zijn manen zijn oranje, op zijn shirt staat in zwarte letters WORLD CUP.
Willie werd al snel populair en is nog altijd een van de populairste mascottes. Lonnie Donegan schreef in 1966 een lied over Willie. In 2010 deed zijn zoon dit nummer nog eens over, in de aanloop naar het Wereldkampioenschap voetbal 2010. 
De beeltenis van Willie was 2007 inzet van een rechtszaak tussen de Football Association en Jules Rimet Cup Ltd. Deze laatste wou de mascotte een nieuw leven in blazen, maar de FA wilde dit voorkomen. De zaak diende bij het Highcourt in Londen en werd beslist in het voordeel van de voetbalbond, die als rechtenhouder in haar gelijk werd gesteld.
1966: Willie ·
1970: Juanito ·
1974: Tip en Tap ·
1978: Gauchito ·
1982: Naranjito ·
1986: Pique ·
1990: Ciao ·
1994: Striker ·
1998: Footix ·
2002: Ato, Kaz en Nik ·
2006: Goleo VI ·
2010: Zakumi ·
2014: Fuleco ·
2018: Zabivaka ·
2022: La'eeb